# Karl Bundschuh
Karl Bundschuh (* 23. Februar 1871 in Salzburg; † 24. September 1935 in Braunau am Inn, Oberösterreich) war ein österreichischer Lehrer und christlichsozialer Politiker.

## Leben
Der Schuhmacherssohn besuchte die Lehrerbildungsanstalt Salzburg und war an verschiedenen Orten als Lehrer tätig. 1893 legte er die Lehrbefähigungsprüfung ab und kam an die Bürgerschule in Gmunden. 1911 wurde er Direktor dieser Schule und blieb es bis zu seiner Pensionierung. Er wurde Bezirksschulinspektor und Regierungsrat. Bundschuh begründete den Katholischen Landeslehrerverein in Oberösterreich und war zwischen 1898 und 1912 sein Obmann. Daneben redigierte er auch die Zeitschrift „Die katholischen Schulblätter“.

## Politik
1909 wurde Bundschuh Abgeordneter zum Landtag, anschließend Mitglied der Provisorischen Landesversammlung 1918/1919 für die Christlichsoziale Partei. In den Jahren 1902 bis 1912 war er auch Mitglied des Stadtrates von Gmunden.